# Батиловец
Батиловец е защитена местност в България. Намира се в землището на село Брестово, област Ловеч.
Защитената местност е с площ 2,6 ha. Обявена е на 21 януари 1964 г. с цел опазване на характерен ландшафт.
В защитената местност се забраняват:
- провеждането на сечи, освен санитарни и ландшафтни такива, с оглед подобряване санитарното и украсно значение на горите около тези обекти.
- пашата на добитък, през всяко време на годината.
- разкриването на кариери, вадене на пясък, къртене на камъни, изхвърляне на сгурия и други промишлени отпадъци, както и всякакви действия, които загрозяват или нарушават природната обстановка около тях.[1]